# Jeffrey Bell
Pour les articles homonymes, voir Bell.
Jeffrey Bell est un producteur de télévision, scénariste et réalisateur américain né dans l'Indiana.

## Biographie
Jeffrey Jackson Bell a étudié à l'université de Cincinnati, puis à UCLA, en sortant diplômé en 1990. Il a commencé sa carrière à la télévision sur la série X-Files : Aux frontières du réel, en tant que scénariste, puis a travaillé sur les séries Angel, occupant la place de coproducteur exécutif et show runner pour les saisons 4 et 5, et Alias, dont il a également été producteur exécutif. En 2009, il a rejoint la série V en tant que producteur délégué. Il a ensuite notamment travaillé sur la production de la dernière saison de Spartacus et de la série Marvel : Les Agents du SHIELD.

## Filmographie

### Réalisateur
- 2003 et 2004 : Angel (3 épisodes : La Balle magique, Cœur de héros et L'Ultime Combat)
- 2005 : Alias (3 épisodes : Cryo 5, De Charybde... et En solo)

### Scénariste
- 1999-2001 : X-Files : Aux frontières du réel (5 épisodes : Le Roi de la pluie, Entre chien et loup, Chance, La Morsure du mal et Dur comme fer)
- 2001-2004 : Angel (13 épisodes : Le Martyre de Cordelia, Billy, Accélération, Rivalités, Impardonnable, Un nouveau monde, Mensonges et Vérité, Le Piège, La Grande Menace, Opération Lisa, La Balle magique, Cœur de héros et L'Ultime Combat)
- 2005 : Alias (4 épisodes : Cryo 5, Cicatrice intérieure, De Charybde... et En solo)
- 2007 : Day Break (3 épisodes)
- 2009 : Harper's Island (3 épisodes)
- 2011 : The Protector (créateur de la série)
- 2013 : Spartacus : La Guerre des damnés (épisode Les Morts et les Mourants)
- 2013-2017 : Marvel : Les Agents du SHIELD (9 épisodes)